# Vesna Čitaković
Vesna Čitaković Đurisić (Užice, 3 febbraio 1979) è un'ex pallavolista serba.
Giocava nel ruolo di centrale.

## Carriera
Nel 1995 Vesna Čitaković inizia la sua carriera pallavolistica nella squadra della sua città, l'Odbojkaški klub Jedinstvo Užice, con cui si aggiudica per sei volte il campionato serbo-montenegrino e per cinque volte la Coppa di Serbia e Montenegro. Nel 2000 viene convocata per la prima volta in nazionale serbo-montenegrina.
Nella stagione 2002-03 viene ingaggiata dal Volley Modena, squadra italiana di serie A1, con la quale resta per una sola annata e vincendo una Supercoppa italiana. Per maternità si ritira dalla pallavolo per un anno. Nel 2004 è in Israele con il Raanana VBC, mentre un anno dopo è nell'Unabhängiger Sportclub Münster, squadra di 1. Bundesliga tedesca. Nell'estate del 2005 vince la medaglia di bronzo al Trofeo Valle d'Aosta.
Nel 2006 viene ingaggiata dall'Eczacıbaşı Spor Kulübü, squadra con la quale resta per tre anni, vincendo due volte il campionato turco ed una volta la Coppa di Turchia. Nel 2008, dopo i Giochi della XXIX Olimpiade, si ritira dalla nazionale. Nel 2009 passa alla Dinamo Bucarest, ma a dicembre dello stesso anno rescinde il contratto per trasferirsi nuovamente in Italia, nel GSO Villa Cortese, sempre in serie A1, con il quale vince la Coppa Italia.
Nella stagione 2010-11 si trasferisce nuovamente in Turchia, al Galatasaray Spor Kulübü, mentre nell'annata 2011-12 viene ingaggiata dal Międzyszkolny Klub Sportowy Muszynianka, nella PlusLiga polacca; la stagione successiva, pur restando nello stesso campionato, si trasferisce all'Impel di Breslavia.
Torna a giocare nella Voleybol 1. Ligi turca nel campionato 2013-2014, ingaggiata dal Çanakkale Belediye Spor Kulübü; nella stagione successiva resta a giocare in Turchia, vestendo questa volta la maglia del Beşiktaş Jimnastik Kulübü, esperienza che però termina dopo pochi mesi.
Nel 2015 disputa il campionato indonesiano con il Jakarta Popsivo PGN, mentre nella stagione 2015-16 torna in partia per difendere i colori della Ženski odbojkaški klub Crvena zvezda di Belgrado: tuttavia a metà annata viene ceduta al Volley Bergamo, nella Serie A1 italiana, vincendo per la seconda volta la Coppa Italia. Al termine del campionato annuncia il suo ritiro dall'attività agonistica.

## Palmarès

### Club
- Campionato serbo-montenegrino: 6

1995-96, 1996-97, 1997-98, 1998-99, 1999-00, 2000-01
- Campionato turco: 2

2006-07, 2007-08
- Coppa di Serbia e Montenegro: 5

1995-96, 1997, 1998, 1999, 2000
- Coppa di Turchia: 1

2008-09
- Coppa Italia: 2

2009-10, 2015-16
- Supercoppa italiana: 1

2002

### Nazionale (competizioni minori)
- Trofeo Valle d'Aosta 2005

### Premi individuali
- 2007 - Qualificazioni al World Grand Prix 2008: Miglior muro